# Parafia Matki Bożej Wspomożenia Wiernych w Klusach
Parafia Matki Bożej Wspomożenia Wiernych w Klusach – parafia rzymskokatolicka, znajdująca się w diecezji ełckiej, w dekanacie Orzysz. Do 30 września 2020 parafia przynależała do dekanatu Ełk – Świętej Rodziny.